# Chapmans dwergmierpitta
De Chapmans dwergmierpitta (Grallaricula lineifrons) is een zangvogel uit de familie Grallariidae (mierpitta's). De Nederlandse naam verwijst naar de Amerikaanse ornitholoog Frank Michler Chapman die deze vogel in 1924 geldig heeft beschreven.

## Verspreiding en leefgebied
Deze soort komt voor in centraal en zuidelijk Colombia en Ecuador.

## Status
De grootte van de populatie is niet gekwantificeerd maar de soort wordt omschreven als zeldzaam tot plaatselijk vrij algemeen. Op de Rode lijst van de IUCN heeft deze soort de status niet bedreigd.